# 知果
知果（？—？），知氏，名果，《戰國策》中作知過，因後改為輔氏又稱輔果，中国战国时期晋国知氏的族人。

## 生平
知宣子打算立知瑤為繼承人，知果勸諫宣子應立知宵為繼承人，並說知宵雖然面相兇狠但不會傷害他人；相反知瑤雖有著儀態不凡、善於騎射、才藝出眾、能寫善辯，以及堅毅果決的五大優勢，但卻並不仁厚而且內心兇狠。若知瑤繼位後恃著本領欺壓他人，以殘酷不仁的思想行事，最終必定因為與人不睦而導致知氏家族的滅亡。知宣子不聽從他的意見而堅持立知瑤為儲。
周貞定王十四年（晉出公二十年）（前455年），智伯瑤聯合韓康子、魏桓子出兵圍攻赵襄子於晉陽。十六年（晉出公二十二年）（前453年），智伯引晉水（汾水）淹灌晉陽城，赵襄子派遣家臣张孟谈前往晉見智伯，並暗中與韓康子和魏桓子會面。知果发现张孟谈步出智伯營帳時神態驕傲，昂首闊步，料定他此次前來是為联合韩、魏；又見韓、魏二主神色有異，因而勸智伯殺掉二人以防兩家背叛智氏，否則應向魏、韓的謀臣赵葭、段规加封土地以拉攏二人游說主君守約滅趙。但智伯認為自己勝利在望，兩家為了瓜分趙家土地必會守諾不生二心，因而不願再損失土地去收買兩家謀士。智果見智伯聽不進自己意見，在走出智伯營帳後，改姓為輔氏並離智伯而去。張孟談見智果懷疑自己，在回城後勸趙襄子及早行動以免事敗。當晚，趙襄子與韓、魏兩家約定共同攻擊智氏，大敗智伯軍並擒殺智伯瑤。之後韓、趙、魏三家瓜分了智氏的土地並滅掉智氏全族，只有出奔到秦的智开與智宽，以及改了姓的知果（辅果）幸免于难。
《说苑》、黄式三认为知果与智国是一人，但杨宽认为由“智伯瑶染于智国、张武”可见智国是奸臣、知果是贤臣，故不认同。